# Sis dies de Tilburg
Els Sis dies de Tilburg, coneguts també com a Sis dies del Brabant, era una cursa de ciclisme en pista, de la modalitat de sis dies, que es disputava a Tilburg (Països Baixos). La seva primera edició data del 2009 i només es va celebrar un altre cop, al cap de dos anys. Desavinences entre l'organització i la municipalitat de Tilburg van dur a no disputar-se l'edició del 2012.

## Palmarès
| Any  | Primers                           | Segons                          | Tercers                         |
| ---- | --------------------------------- | ------------------------------- | ------------------------------- |
| 2009 | Tristan Marguet · Franco Marvulli | Pim Ligthart · Léon Van Bon     | Leif Lampater · Fabian Schaar   |
| 2010 | No disputats                      |                                 |                                 |
| 2011 | Nick Stöpler · Yoeri Havik        | Loïc Perizzolo · Cyrille Thiéry | Geert-Jan Jonkman · Roy Pieters |